# Barbados nos Jogos Olímpicos de Verão de 1976
Barbados participou dos Jogos Olímpicos de Verão de 1976 em Montreal, Canadá. Esta foi a terceira participação do país nos Jogos Olímpicos de Verão, após sua estreia em 1968. A delegação barbadiana foi composta por 11 atletas, sendo 9 homens e 2 mulheres, que competiram em duas modalidades: atletismo e ciclismo.

## Contexto Histórico
Barbados estreou nos Jogos Olímpicos em 1968 e, desde então, tem participado regularmente das edições de verão, com exceção dos Jogos de 1980, que foram boicotados pelo país. A única medalha olímpica de Barbados foi conquistada em 2000, pelo velocista Obadele Thompson, que ganhou bronze nos 100 metros. A participação em 1976 foi marcada pelo esforço dos atletas, embora nenhum deles tenha avançado para as finais.

## Resultados por Evento

### Atletismo
Barbados competiu em várias provas de atletismo, mas não obteve resultados que garantissem a classificação para as finais.
800m masculino
- Orlando Greene

```
 - Eliminatórias — 1:51.43 (→ não avançou)
[
2
]
```

Revezamento 4x100m masculino
- Rawle Clarke, Hamil Grimes, Pearson Jordan, e Pearson Trotman

```
 - Eliminatórias — 41.15s (→ não avançou)
[
2
]
```

Revezamento 4x400m masculino
- Victor Gooding, Harcourt Wason, Hamil Grimes, e Orlando Greene

```
 - Eliminatórias — 3:08.13 (→ não avançou)
[
2
]
```

Eventos femininos
- Lorna Forde competiu nos 100 metros.[1]
- Freida Nicholls-Davy competiu nos 200 metros.[1]

### Ciclismo
No ciclismo, Barbados teve dois representantes, mas também não alcançou resultados expressivos.
1km contra o relógio masculino
- Hector Edwards — 1:10.084 (→ 18º lugar)[2]

Velocidade individual masculino
- Stanley Smith — 18º lugar[2]

## Ligações Externas
- Página oficial dos Jogos Olímpicos
- Perfil de Barbados no Comitê Olímpico Internacional